# Conus anemone
Conus anemone é uma espécie de gastrópode do gênero Conus, pertencente à família Conidae.